# NGC 3983
NGC 3983 је лентикуларна галаксија у сазвежђу Лав која се налази на NGC листи објеката дубоког неба.
Деклинација објекта је + 23° 52' 5" а ректасцензија 11h 56m 23,6s. Привидна величина (магнитуда) објекта NGC 3983 износи 14,0 а фотографска магнитуда 14,9. NGC 3983 је још познат и под ознакама UGC 6914, MCG 4-28-98, CGCG 127-108, PGC 37514.